# Eureka (Californië)
Eureka is de hoofdplaats van Humboldt County in de Amerikaanse staat Californië. In 2010 telde Eureka 27.191 inwoners.
Eureka is de grootste Amerikaanse stad ten noorden van San Francisco die vlak aan de Stille Oceaankust ligt. De havenstad is het regionale centrum van de Californische regio North Coast voor bestuurszaken, gezondheidszorg, handel en cultuur. Eureka is, deels dankzij zijn ligging aan de Humboldt Bay, de belangrijkste havenplaats tussen San Francisco en Coos Bay in de staat Oregon.
Bovendien functioneert de stad als het hoofdkwartier van enkele natuurgebieden in haar directe omgeving. Ze ligt namelijk centraal in de streek van de kustmammoetbomen. Het oude centrum van Eureka zelf, het Old Town Historic District met enkele honderden victoriaanse huizen, is van groot architecturaal belang. Een van de beroemdste victoriaanse huizen is het in Queen Anne-stijl opgetrokken Carson Mansion.

## Geschiedenis
Eureka's ligging aan de Humboldt Bay, een baai van de Grote Oceaan, en in de directe omgeving van de rijke sequoiabossen zorgde ervoor dat Eureka zich in de negentiende eeuw goed kon ontwikkelen tot een welvarend havenstadje. Vanaf het midden van die eeuw kwamen er steeds meer mijnwerkers, houthakkers en vissers naar de regio. Zij hebben de oorspronkelijke wildernis grondig veranderd. Voordat Europese kolonisten zich in Eureka kwamen vestigen, woonden er al kleine groepen indianen in de streek.

### Oorspronkelijke inwoners
De Wiyot-indianen leefden al duizenden jaren in de omgeving van de Humboldt Bay toen de Europese kolonisten toekwamen. De Wiyot spraken een Algische taal en waren daarmee het meest zuidwestelijke volk in Noord-Amerika met een taal uit die familie. De Wiyot woonden traditioneel langs de Mad River, de Humboldt Bay en de Eel River. Ze maakten manden en deden aan visserij.

### Europese verkenning en goldrush
Verkenning van de kust van Northern California begon al in 1579. In de daaropvolgende 300 jaar heeft men de ingang van de Humboldt-baai meermaals gemist, door de weersomstandigheden en de geografie van de baai. In 1806 maakten Russische verkenners notities over de baai. Toch duurde het nog tot 1849 eer Europeanen de baai grondig leerden kennen. In dat jaar zorgde een landexpeditie voor correcte informatie over de ligging en grootte van Californië's tweede grootste baai. Op 13 mei 1850 werd het plaatsje Eureka aan de rand van de baai opgericht door de Union en Mendocino Exploring compagnieën.
In 1848 werd er goud gevonden in de Californische Sierra Nevada, wat tot de Californische goldrush leidde. Ook in Trinity County, in het noordwesten van Californië en dicht bij Eureka, vonden prospectors goud. Om niet de moeilijke landroute langs Sacramento te moeten nemen, namen veel mijnwerkers de boot tot in de pas ontdekte Humboldt Bay. De ideale positie van Eureka aan die baai zorgde ervoor dat het stadje zich snel kon ontwikkelen tot de belangrijkste plaats in die streek. Toch domineerde Arcata nog tot 1856, vooral omdat Arcata nog dichter bij de toegangswegen naar de goudmijnen lag.
Het stadje werd Eureka genoemd naar het Griekse woord εὕρηκα (heúrēka), dat "Ik heb het gevonden!" betekent. Die uitspraak drukte de wens van de mijnwerkers van de Californische goldrush uit. "Eureka" is tevens het officiële motto van de staat Californië. Tientallen andere plaatsen in de VS zijn naar diezelfde uitspraak genoemd.

### Conflict met de inheemse bevolking
De eerste Europese verkenners in de Humboldt Bay ontmoetten de Wiyot-indianen, de oorspronkelijke bewoners van de streek. In de vroegste beschrijvingen wordt vermeld dat de Wiyot er met geweld voor zorgden dat de Europeanen niet aan land konden gaan. Over het algemeen waren de Wiyot, tijdens en na de Europese kolonisatie, een vreedzame stam. Na 1850 werden de Wiyot al snel een kleine minderheid, met een maximumpopulatie van enkele honderden. Bovendien verhinderden de nieuwe kolonisten hen de toegang tot hun oude voedselbronnen. Hun land werd zelfs gewoon afgenomen, ondanks de pogingen van enkele overheidsbeambten en officieren om op z'n minst de vrede met de indianen te bewaren.
In het jaar 1860 vond er een slachtpartij plaats op Indian Island, in de Humboldt Bay. Een groep lokale inwoners, voornamelijk zakenlui uit Eureka, vermoordde 80 à 250 Wiyot mannen, vrouwen en kinderen. Het motief voor de aanval is nooit opgeklaard.

### Een bloeiende economie

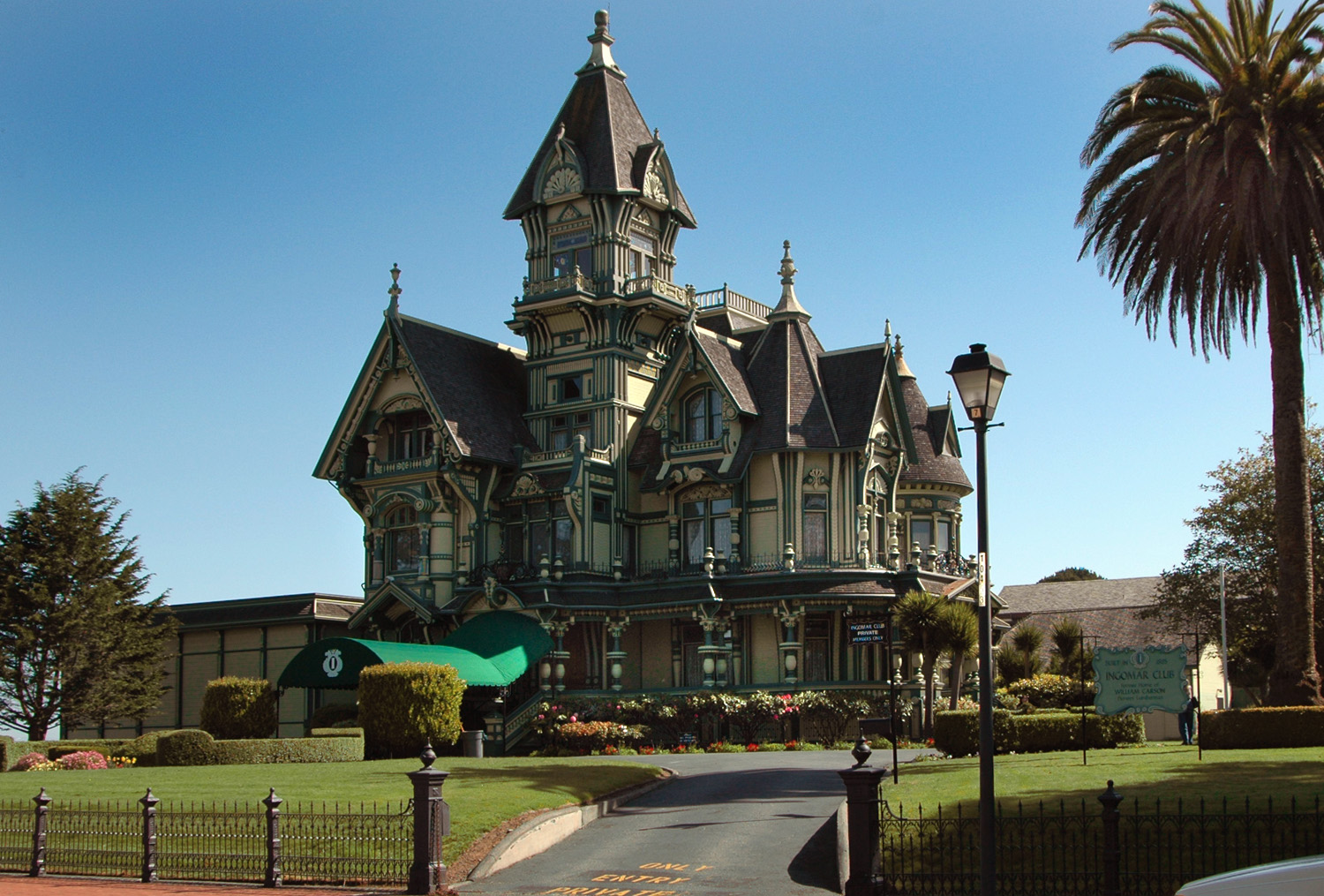
Het beroemde Carson Mansion

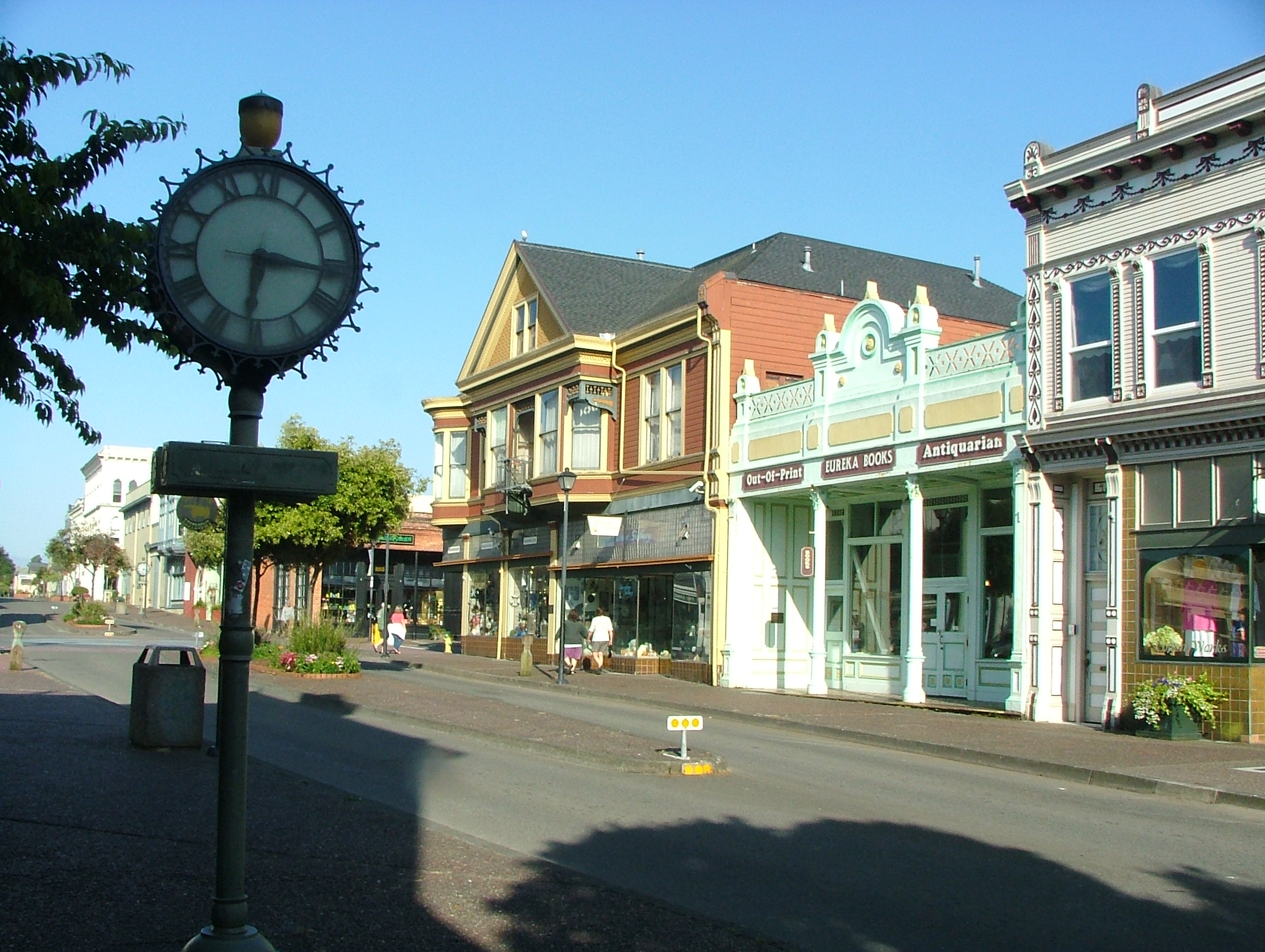
Het historische district Old Town

In 1853 opende het eerste postkantoor van Eureka. Het stadje sneed toen net haar dambordpatroon uit in de aangrenzende bossen. Het merendeel van het hout werd naar San Francisco gebracht om daar als timmerhout gebruikt te worden. Eureka trok in die periode bovendien veel houthakkers aan. In korte tijd ontwikkelde Eureka, met enorm potentieel rond de baai, zich tot een centrum voor houthak. Veel vroege immigranten verkozen houthak boven het weinig succesvolle mijnwerk. Tegen 1854 stonden zeven van de negen molens voor de verwerking van commercieel timmerhout aan de Humboldt Bay in het stadje Eureka. Er opereerden in die periode zo'n 140 schoeners op de baai om andere steden langs de oceaan van timmerhout te voorzien. Door de enorme groei van de houtindustrie kwamen er in de buurt van de baai tientallen smalspoorlijnen tot stand.
Aan de waterkant ontwikkelde er in Eureka een bloeiende handelswijk met rijk gedecoreerde Victoriaanse woningen. Ook vandaag nog telt Eureka honderden Victoriaanse huizen, waarvan de meeste grondig gerestaureerd zijn. Samen met de woningen in Arcata en Ferndale, vormen zij een belangrijk deel van het totale aantal Victoriaanse architectuur in de VS. Het uitzonderlijke Carson Mansion is misschien wel het meest spectactulaire Victoriaanse bouwwerk in het land. De villa werd in de jaren 1880 gebouwd door de beroemde architecten Newsom & Newsom in opdracht van William M. Carson, een houtmagnaat. Het oude centrum van Eureka, Old Town, is nu gerestaureerd. Eureka's Old Town werd op de National Register of Historic Places geplaatst.
Het lot van Eureka hangt sinds haar stichting samen met de Humboldt Bay, de Stille Oceaan en met de industrieën die daaraan verbonden zijn, vooral visvangst. Sinds 1851 zijn er zalmkwekerijen op de Eel River en al na zeven jaar werd er 50.000 pond gepekelde zalm per jaar verwerkt en verscheept vanuit de Humboldt-baai. Ook nu nog bestaan er visverwerkingsbedrijven aan de waterkant van Eureka. In het jaar 1858 werd het eerste schip dat in Eureka gebouwd was te water gelaten. Ten slotte, is de baai ook de locatie van grootschalige, commerciële aquacultuur van oesters.

### Uitzetting van Chinese immigranten
Door de toenemede immigratie uit China in de late jaren 1800 ontstond er wrevel tussen blanke kolonisten en de immigranten. In 1882 leidde dat uiteindelijk tot de Chinese Exclusion Act. Er was ook redelijk wat geweld tegen de Chinese immigranten, vooral omdat banen schaars waren. In februari 1885 werd een van de raadslieden van de stad Eureka neergeschoten in een gevecht tussen twee rivaliserende Chinese bendes. Zo'n 600 Eurekanen kwamen daarop samen en besloten om alle 480 Chinese inwoners van Chinatown in Eureka voorgoed uit te zetten. Een officieuze wet van de stad Eureka bepaalde dat alle Chinezen uit de stad dienden gezet te worden en dat er geen Chinezen meer in Eureka mochten verblijven. De ordinantie werd pas in 1959 ongedaan gemaakt.

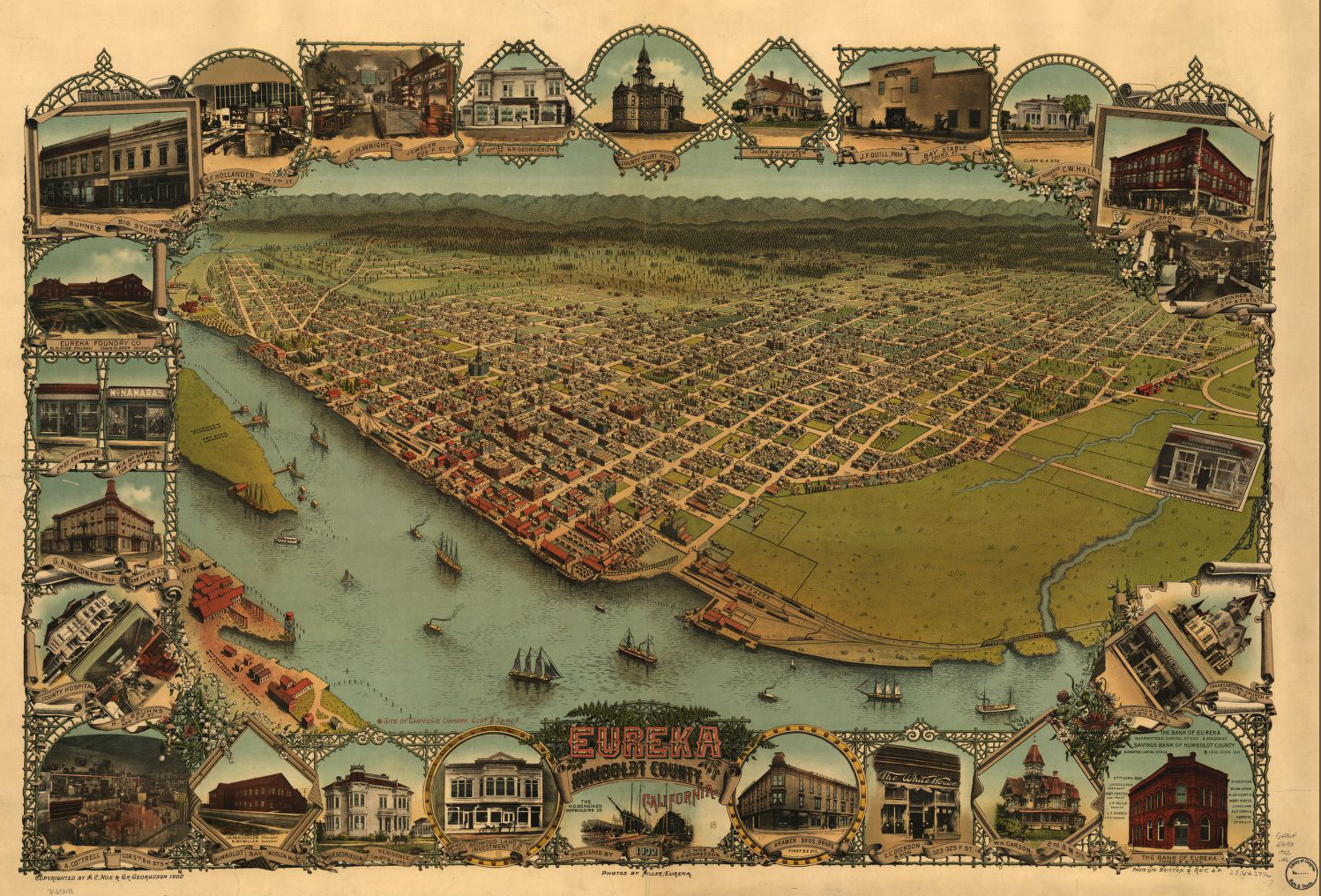
Geïllustreerde kaart van Eureka uit 1902

### "Queen City"
De opening van de Northwestern Pacific Railroad in 1914 zorgde voor de eerste grote, betrouwbare landroute tussen San Francisco en Eureka. Die verbinding tussen San Francisco en het bloeiende Redwood Empire zorgde ervoor dat Eureka's bevolking in tien jaar tijd van 7.300 naar 15.000 groeide. In 1922 werd de U.S. Route 101 tussen San Francisco en de North Coast, bijgenaamd de "Redwood Highway", voltooid. De spoorweg en auto-route hebben de manier waarop mensen van en naar Eureka geraken in korte tijd drastisch veranderd. De lange en lastige postkoetsen en de soms verraderlijke stoomschepen waren verleden tijd. De Eureka Inn werd een symbool van de toegenomen toegankelijkheid van Eureka; een groot en statig hotel in Tudor Revival-stijl dat in 1922 werd opgericht. In deze periode gaf Eureka zichzelf uit trots de bijnaam "Queen City of the Ultimate West" en werd het toerisme een belangrijk bron van inkomsten.

### Recente geschiedenis

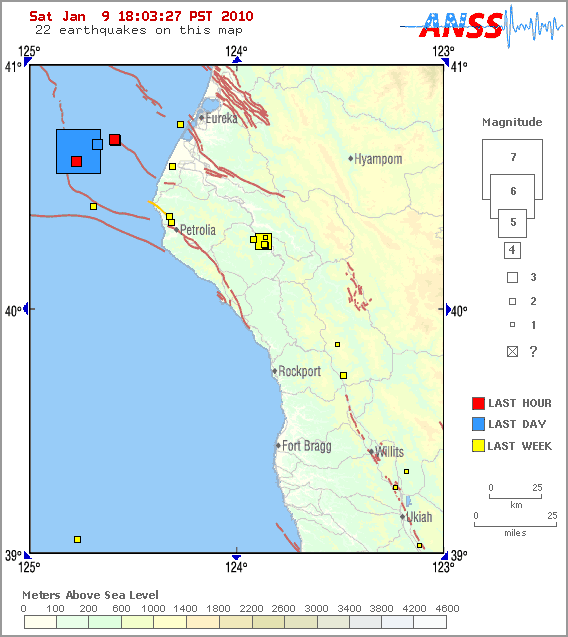
Kaart van de aardbeving van 9 januari 2010

Na de Tweede Wereldoorlog namen zowel de hout- als de visindustrie sterk af in Eureka. Vooral de houtindustrie was sterk afhankelijk van de conjunctuurbewegingen van de Amerikaanse economie. De Columbus Day Storm in 1962 velde veel bomen, waardoor de binnenlandse markt overstelpt raakte. Export van hout naar Japan en andere staten aan de Stille Oceaan nam snel toe. Na 1990 nam de export weer af en stegen de houtprijzen in het noordwesten van de VS, waardoor opkopers op zoek gingen naar andere handelspartners.
De lokale visserij groeide sterk in de jaren 1970 en de vroege jaren 80, waarna de vloot terug inkrimpte. Recreatieve visvangst neemt wel nog toe. De Humboldt Bay blijft een belangrijke kweekplaats voor oesters. Hoewel de oesterproductie de laatste decennia verminderd is, hebben de oesters en de oestereitjes nog steeds een economische waarde van zo'n 6 miljoen Amerikaanse dollar per jaar.
Op 10 januari 2010 vond er een aardbeving op 53 km van de kust van Eureka plaats met een magnitude van 6,5 op de Schaal van Richter. De streek ligt in een subductiezone waar drie tektonische platen interageren: de Noord-Amerikaanse Plaat, de Pacifische Plaat en de Juan de Fucaplaat. Er waren enkele stroompannes in Eureka, Arcata en de omliggende dorpen. Het was de grootste aardbeving in de streek sinds 1992.

## Geografie

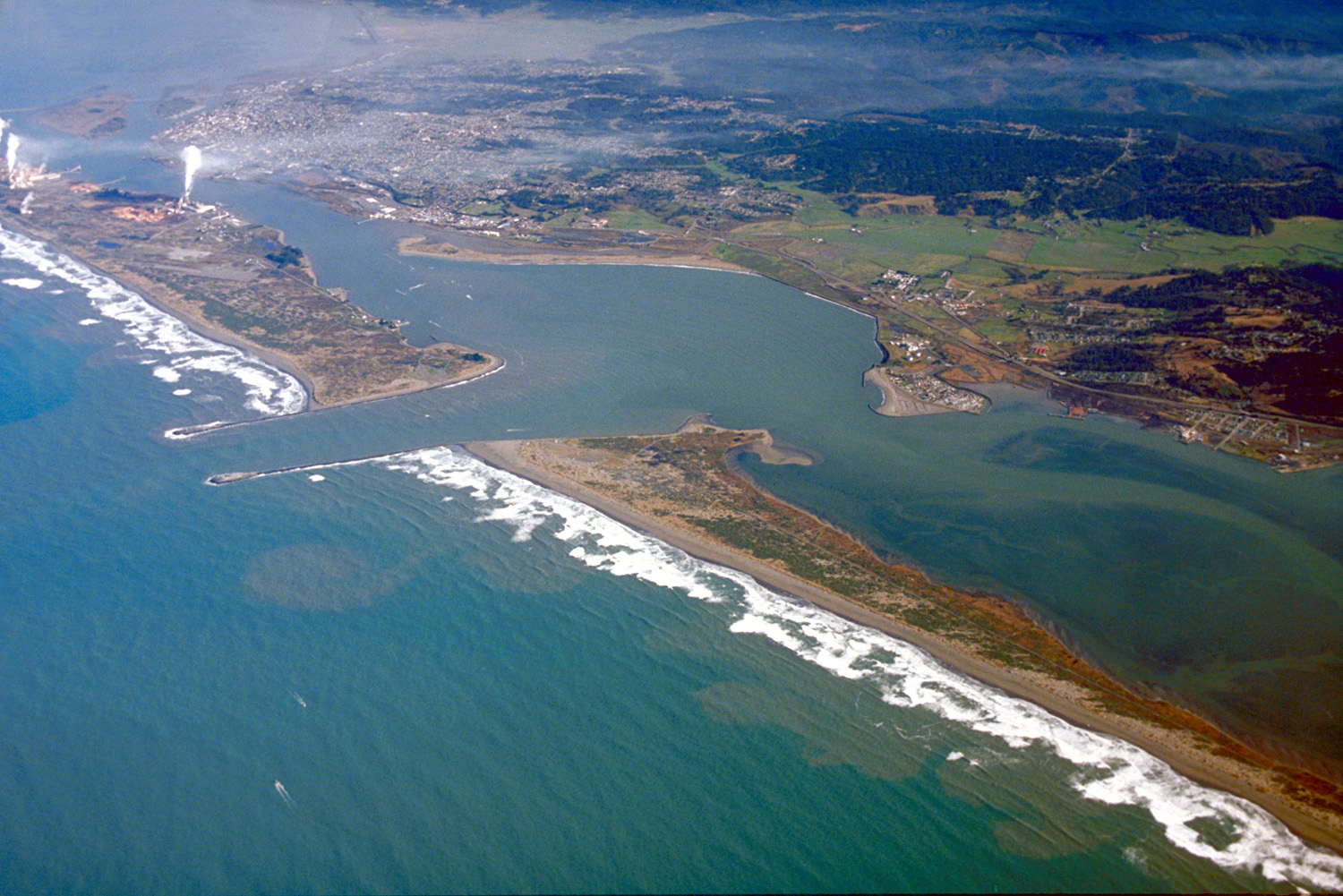
Zicht op de Humboldt Bay en Eureka (linksboven)

Volgens het United States Census Bureau beslaat de plaats een oppervlakte van 37,5 km², waarvan 24,5 km² land en 13,0 km² water. Eureka ligt op ongeveer 3 m boven zeeniveau.
Eureka heeft een ideale ligging in de regio North Coast van Upstate California. Eureka is de stad die het midden van de Amerikaanse Stille Oceaan-kust het dichtst benadert. Bovendien is de haven in de Humboldt Bay de grootste beschermde en diepe zeehaven tussen de San Francisco Bay en Puget Sound.

### Plaatsen in de nabije omgeving
De onderstaande figuur toont nabijgelegen plaatsen in een straal van 16 km rond Eureka.

### Klimaat
Eureka heeft een mediterraan klimaat met koele zomers (Csb in de klimaatclassificatie van Köppen), maar neigt naar een oceanisch klimaat met milde maar regenachtige winters en koele, droge zomers. De gemiddelde temperatuur bedraagt 13°C. De hoogste vastgestelde temperatuur bedraagt 31°C, gemeten op 26 oktober 1993. De laagste temperatuur (-7°C) werd op 14 januari 1888 opgemeten. In Eureka zakt de temperatuur slechts heel zelden onder het vriespunt. Sneeuwval is ook extreem zeldzaam langs de kust.
De gemiddelde jaarlijkse neerslag bedraagt 968 mm. Er is jaarlijks gemiddeld op 119 dagen neerslag. Het natste jaar was 1983, het droogste 1976. De streek wordt het hele jaar gekenmerkt door advectiemist.
Juli is gemiddeld de droogste maand van het jaar, terwijl augustus gemiddeld de warmste is. Mei en juni zijn de zonnigste maanden. December is zowel de natste als de koudste maand.

## Demografie
De meest recente volkstelling, die van 2010, stelde vast dat er 27.191 inwoners waren in Eureka. De bevolkingsdichtheid bedroeg 726,4 inwoners per km². De bevolking bestaat uit 79,3% blanken, 4,2% Aziaten, 3,7% Native Americans, 1,9% Afro-Amerikanen, en 0,6% afkomstig van de eilanden in de Stille Oceaan. Zo'n 4,3% van de bevolking gaf op van een andere etniciteit te zijn en 5,9% van twee of meer rassen. Van alle inwoners, identificeerde 11,6% zich met het label Hispanic of Latino. Er wonen zo'n 11.000 huishoudens in Eureka. Het gemiddelde huishouden telt 2,27 personen.
De bevolking is als volgt over de leeftijdscategorieën verdeeld: 20,0% is jonger dan 18 jaar; 11,4% is tussen 18 en 24; 29,5% is tussen 25 en 44; 27,3% is tussen 45 en 64; en 11,8% is 65 jaar of ouder. De mediaanleeftijd bedraagt 36,2 jaar.
Bij de volkstelling in 2000 werd het aantal inwoners vastgesteld op 26.128. In 2006 werd het aantal inwoners door het United States Census Bureau geschat op 25.435. Hoewel er sinds 1990 een daling werd vastgesteld, groeide de bevolking opnieuw met 4,1% aan in 2010.
In Greater Eureka, dat behalve de stad zelf ook minstens de randgemeenten Bayview, Cutten, Myrtletown, Humboldt Hill en Pine Hills omvat, wonen samen zo'n 40.000 mensen. Daarmee is Greater Eureka het grootste stedelijke gebied aan de Stille Oceaan tussen San Francisco en Portland.

## Economie
Oorspronkelijk draaide de economie van Eureka op houtkap, visserij en voorzieningen voor de goudmijnen in de omgeving. De goudvondsten namen snel af en ook de hout- en visindustrieën hebben aan belang ingeboet. Vandaag zijn toerisme, timmerhout, gezondheidszorg en diensten de belangrijkste economische activiteiten.
Volgens de volkstelling van 2000, werkte 3,7% van de werkende bevolking ouder dan 16 jaar in de land-, bos- en visbouw en de jacht. Zo'n 25% van de Eurekaanse werkende mensen werkt in onderwijs, gezondheidszorg en sociale diensten. 18,4% is tewerkgesteld door de overheid.

## Bestuur en politiek
Zoals de meeste grotere steden in Amerika, maakt de stad Eureka gebruik van een mayor-council system. De meeste macht ligt bij vijf gemeenteraadslieden die per wijk verkozen worden. De gemeenteraad komt tweemaal per maand samen in het stadhuis van Eureka. De burgemeester is gemachtigd politieke aanstellingen te maken en heeft ook enkele ceremoniële functies. De burgemeester heeft geen stemrecht in de gemeenteraad, tenzij om een eventuele onbesliste stemming te beslechten. De burgemeester is wel de voorzitter van de gemeenteraadsvergaderingen. Hij of zij is bovendien de belangrijkste contactpersoon voor bezoekende hoogwaardigheidsbekleders. De huidige burgemeester van Eureka is de Republikein Frank Jager, een voormalig gemeenteraadslid.
Voor de Senaat van Californië ligt Eureka in het tweede district, dat vertegenwoordigd wordt door de Democraat Noreen Evans. Voor de verkiezing van vertegenwoordigers in het Assembly of lagerhuis van Californië, valt Eureka binnen het eerste district, dat vertegenwoordigd wordt door de Democraat Wes Chesbro. Beide districten omvatten ongeveer de hele kuststrook van Californië ten noorden van Marin County. Ze worden traditioneel door Democratische kandidaten gewonnen. Voor de verkiezing van Afgevaardigden in het Huis van Afgevaardigden valt Eureka in het Eerste Congresdistrict van Californië, dat ook traditioneel Democratisch stemt. Mike Thompson vertegenwoordigt het district sinds 1999.

## Cultuur

### Onderwijs
Er zijn twee instellingen voor hoger onderwijs in de buurt van Eureka: het College of the Redwoods ligt aan de zuidgrens van de agglomeratie Eureka en de Humboldt State University bevindt zich ten noorden van Arcata. Die eerste school heeft sinds kort ook een satellietcampus in het centrum van Eureka. In 2005 kondigde de Humboldt State University aan dat het van plan was haar campus naar Downtown Eureka te verhuizen. In 2007 al werd het Humboldt Bay Aquatic Center in Old Town Eureka geopend. Een ander onderdeel van de plannen is een Bay and Estuarine Studies Center dat langs de baai gebouwd zou worden.
Het grootste schooldistrict in Eureka is Eureka City Schools, dat alle openbare scholen in de stad beheert. Eureka High School is de enige algemene middelbare school in de stad.

### Kunst en cultuur

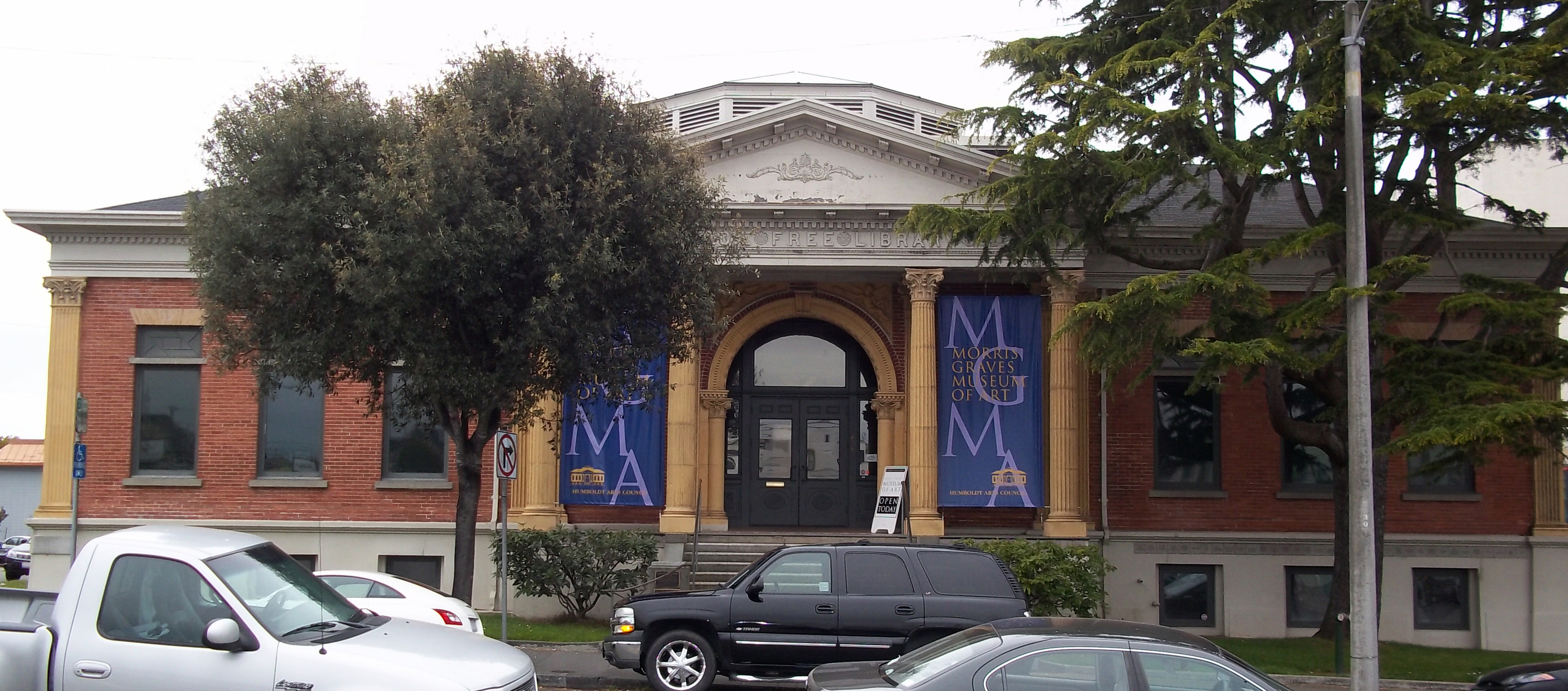
Het Morris Graves-museum

Het Morris Graves Museum of Art is een kunstmuseum in het centrum van de stad. Het museum is in het Carnegie Free Library-gebouw gevestigd, een voormalige bibliotheek uit 1902. Andere musea zijn de HSU First Street Gallery, het Discovery Museum for Children, de Blue Ox Mill, het Clarke Historical Museum en het Humboldt Bay Maritime Museum in het naburige Samoa.

### Media
De Times-Standard is tegenwoordig de enige grote lokale krant die dagelijks verschijnt en heeft een oplage van bijna 20.000 kranten per dag. De Times-Standard bevat eigen lokale berichtgeving en gesyndiceerd nationaal en internationaal nieuws. In 2003 werd The Eureka Reporter opgericht. De Reporter werd een dagblad in 2006, maar moest twee jaar later de boeken al sluiten. Voorts zijn er verschillende lokale en regionale weekbladen, zoals de North Coast Journal. Online lezers kunnen meer dan 170 weblogs uit Humboldt County en Eureka raadplegen.
De meeste commerciële radiozenders van Humboldt County zijn in Eureka gevestigd, in totaal meer dan 15. Twee van de televisiezenders uit de county zijn in Eureka gevestigd, KIEM-TV en KEET. Vier andere televisiezenders hebben hun hoofdkwartier in de omgeving van het stadje.

## Infrastructuur

### Transport
De U.S. Route 101 is de belangrijkste weg die Eureka met de rest van de North Coast-regio verbindt. Die highway loopt van noord naar zuid. Route 101 verbindt Eureka met de staat Oregon zo'n 160 km noordwaarts en met de grootstad San Francisco ongeveer 400 km zuidwaarts. In Eureka zelf loopt de 101 langs een aantal stadsstraten. De California State Route 255 is een alternatieve weg die Eureka met Arcata verbindt. Route 255 volgt de westkust van de Humboldt Bay. De California State Route 299 is een belangrijke weg die in het noorden van Arcata begint en dan oostwaarts gaat. Route 299 zorgt voor verbinding met de stad Redding en met de staat Nevada.

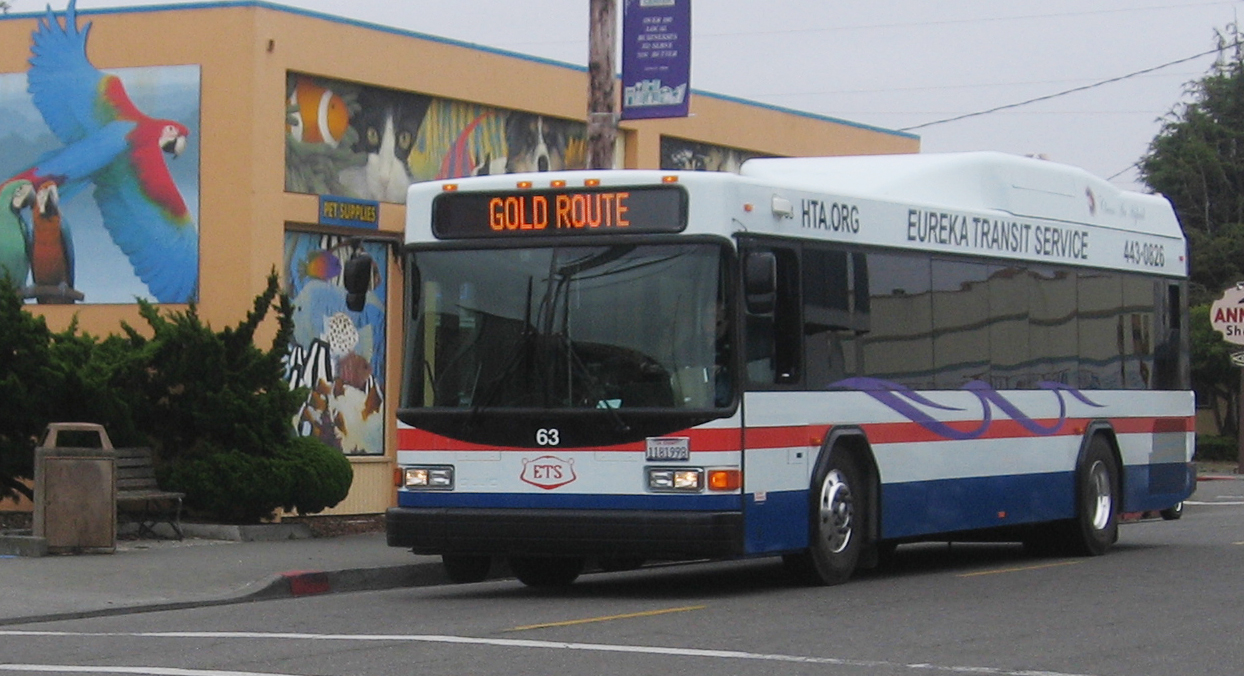
Een hybride ETS-bus

De Humboldt Transit Authority verzorgt openbaar vervoer in Humboldt County met de bus met twee soorten diensten. De Eureka Transit Service (ETS) omvat vijf routes in Eureka en rijdt met tien bussen. Het Redwood Transit System (RTS) verzorgt pendelbussen naar naburige steden, dorpen en universiteitscampussen.
De Arcata-Eureka Airport is een publieke luchthaven van groot regionaal belang, die 24 km ten noorden van het centrum van Eureka ligt. In de directe omgeving van Eureka liggen nog twee kleinere vliegvelden: Murray Field (6 km van het centrum) en Kneeland Airport (16 km).
Direct ten westen van de stad ligt de haven van Eureka. De haven van Eureka kan schepen van Panamax-formaat accommoderen. Er zijn tevens twee diepe dokken voor grote schepen en verschillende jachthavens nabij Eureka. De Humboldt Bay Harbor Recreation & Conservation District is bevoegd met beheer van de baai en de grondstoffen in en rond de haven.

### Openbare voorzieningen
Het Noord-Californische nutsbedrijf Pacific Gas and Electric Company voorziet Eureka van aardgas en elektriciteit. Van 1963 tot 1975 opereerde dat bedrijf ook de Humboldt Bay Nuclear Power Plant, een kerncentrale ten zuiden van Eureka.
Watervoorziening wordt door de Humboldt Bay Municipal Water District geregeld.

### Gezondheidszorg
Eureka geldt als regionaal centrum voor gezondheidszorg. Het St. Joseph Hospital in de stad is het grootste ziekenhuis van de streek. Het werd in 1920 gesticht door de Zusters van Sint-Jozef van Oranje (Sisters of St. Joseph of Orange), een katholieke congregatie die in 1912 in de VS werd opgericht. Daarnaast zijn er verschillende andere diensten uit de zorgsector aanwezig in Eureka.

## Geboren in Eureka
- Steve Cochran (1917-1965), acteur
- Mike Patton (1968), singer-songwriter, muzikant (Faith No More) en acteur
- Sara Bareilles (1979), singer-songwriter en muzikante

## Beroemde inwoners
- Aaron Abeyta "El Hefe" (1965), punkmuzikant
- Lloyd Bridges (1913-1998), acteur en vader van Jeff Bridges
- Brendan Fraser (1968), acteur
- James Gillett (1860-1937), 22ste gouverneur van Californië

## Zustersteden
- Kamisu, Ibaraki, Japan
- Nelson, Nieuw-Zeeland